# Episodi di XO, Kitty (seconda stagione)
La seconda stagione della serie televisiva XO, Kitty, composta da otto episodi, è stata interamente pubblicata sulla piattaforma di streaming Netflix il 16 gennaio 2025.
| nº | Titolo originale   | Titolo italiano       | Pubblicazione originale | Pubblicazione italiana |
| -- | ------------------ | --------------------- | ----------------------- | ---------------------- |
| 1  | K.I.S.S. Me Again  | Baciami di nuovo      | 16 gennaio 2025         | 16 gennaio 2025        |
| 2  | Never Been Kissed  | Mai stata baciata     | 16 gennaio 2025         | 16 gennaio 2025        |
| 3  | New Year's Kiss    | Bacio di Capodanno    | 16 gennaio 2025         | 16 gennaio 2025        |
| 4  | Kiss and Tell      | Baci e segreti        | 16 gennaio 2025         | 16 gennaio 2025        |
| 5  | Kissing Cousins    | Baci tra cugine       | 16 gennaio 2025         | 16 gennaio 2025        |
| 6  | Kiss and Make Up   | Il bacio della pace   | 16 gennaio 2025         | 16 gennaio 2025        |
| 7  | Kiss of Death      | Il bacio della morte  | 16 gennaio 2025         | 16 gennaio 2025        |
| 8  | Sealed with a Kiss | Un bacio come sigillo | 16 gennaio 2025         | 16 gennaio 2025        |